# Peltogyne floribunda
Peltogyne floribunda är en ärtväxtart som först beskrevs av Carl Sigismund Kunth, och fick sitt nu gällande namn av Henri François Pittier. Peltogyne floribunda ingår i släktet Peltogyne och familjen ärtväxter. Inga underarter finns listade i Catalogue of Life.